# Karvinští z Karviné
Karvinští z Karviné je jméno hraběcího rodu, který žil ještě ve 20. století a který pochází z obce Karviné. Erbem a rodem jsou spřízněni se svobodnými pány Cikány ze Slupska.

## Historie rodu
Na Malých Kunčicích na Těšínsku seděl roku 1530 Petr Karvinský z Karviné a po něm někdy po roku 1540 jeho strýcové Jan, Mikuláš a Petr, který byl zemským soudcem Těšínského knížectví.
Do Čech přišli Karvinští z Karviné v 17. století. Jan Jiří Karvinský z Karviné se dostal skrze svou manželku Lidmilu (vdovu po Ondřeji Erlovi z Erlštejna) na Hořelice (dnes část města Rudná) v tehdejším slánském kraji.
Jeho nástupcem byl Jan Josef Karvinský z Karviné, který roku 1697 opravil hořelický kostel a roku 1713 byl hejtmanem slánského kraje. Jeho manželka Anna Barbora si koupila roku 1713 statek Ptice a přenechala ho synům Janu Petrovi a Václavu Vojtěchovi, kteří Hořelice, Ptice a Kozolupy prodali v roce 1730. Václav Vojtěch získal sňatkem s Annou Halánkovou z Hochberku statek Kosovu Horu a vymohl roku 1744 obyvatelům tohoto městečka, které dříve spadlo zpět na ves, opět městské právo. Buď tento Václav Vojtěch Karvinský z Karviné nebo jeho syn prý dlouho strašil na zámku a po okolí Kosové Hory.
Jan Petr Karvinský z Karviné koupil pro sebe Zvěstov na Voticku a vzal si za manželku Josefu Annu Kustošovou ze Zubří a z Lipky, s níž měl syny Jana Josefa, Maxmiliána a Josefa Adama a vedle nich tři dcery: Lidmilu Otilii, Marii Annu a Marii Alžbětu. Zemřel, když mu bylo v roce 1738 teprve 44 let, a byl pochován v kostele ve Šlapánově, pod dosud zachovalým náhrobním kamenem.
Janovi Karvinskému z Karviné náležely od roku 1770 Bolechovice, kde si nechal postavit rokokový zámek.  Roku 1788 žili tři členové Karvinských z Karviné: František Václav a jeho syn Jan Josef a Františkův bratr Jan Vincenc. Roku 1813 byli Karvinští z Karviné povýšeni na svobodné pány a roku 1815 byli zapsáni mezi bavorské svobodné pány.
V 19. století byl v čele tohoto rodu Gustav Vilém Karvinský z Karviné, c. a k. velitele v tyrolském mysliveckém vojenském pluku císaře Františka Josefa I. Oženil se roku 1884 s Eugenií sv. paní Aschnerovou z Lichtenthurnu, z Aschenrainu a z Freudenšteinu. S ní měl dcery Markétu, Kateřinu a Marii a syna Karla.